# Cervino
Cervino község (comune) Olaszország Campania régiójában, Caserta megyében.

## Fekvése
A megye délkeleti részén fekszik, Nápolytól 30 km-re északkeletre valamint Caserta városától 7 km-re keleti irányban. Határai: Durazzano, Maddaloni, Santa Maria a Vico és Valle di Maddaloni.

## Története
Első írásos említése 1113-ból származik, amikor a Cava de’ Tirreni bencés apátság birtoka volt. Négy évszázaddal később nemesi birtok lett. A 19. században nyerte el önállóságát, amikor a Nápolyi Királyságban felszámolták a feudalizmust.

## Népessége
A népesség számának alakulása:

## Főbb látnivalói
- Sant’Anna alla Vittoria-templom
- Santa Maria delle Grazie-templom